# Senat Brandt III
Der Senat Brandt III war vom 11. März 1963 bis zum 14. Dezember 1966 die Regierung von West-Berlin. Nach dem Rücktritt von Willy Brandt, der am 1. Dezember 1966 zum Bundesaußenminister und Stellvertreter des Bundeskanzlers im Kabinett Kiesinger berufen worden war, waren die übrigen Senatsmitglieder bis zum 14. Dezember 1966 geschäftsführend im Amt.
| Amt                                                            | Name                                    | Partei | Partei |
| -------------------------------------------------------------- | --------------------------------------- | ------ | ------ |
| Regierender Bürgermeister                                      | Willy Brandt (bis 1. Dezember 1966)     |        | SPD    |
| Bürgermeister                                                  | Heinrich Albertz                        |        | SPD    |
| Senator für Arbeit und soziale Angelegenheiten                 | Kurt Exner                              |        | SPD    |
| Senator für Bau- und Wohnungswesen                             | Rolf Schwedler                          |        | SPD    |
| Senator für Bundesangelegenheiten und Post- und Fernmeldewesen | Klaus Schütz                            |        | SPD    |
| Senator für Finanzen                                           | Hans-Günter Hoppe                       |        | FDP    |
| Senator für Gesundheitswesen                                   | Gerhart Habenicht                       |        | FDP    |
| Senator für Inneres                                            | Otto Theuner (bis 3. November 1965)     |        | SPD    |
| Heinrich Albertz (ab 4. November 1965)                         |                                         | SPD    |        |
| Senator für Jugend und Sport                                   | Kurt Neubauer                           |        | SPD    |
| Senator für Justiz                                             | Wolfgang Kirsch                         |        | FDP    |
| Senator für Schulwesen                                         | Carl-Heinz Evers                        |        | SPD    |
| Senator für Sicherheit und Ordnung                             | Heinrich Albertz (bis 4. November 1965) |        | SPD    |
| Senator für Verkehr und Betriebe                               | Otto Theuner                            |        | SPD    |
| Senator für Wirtschaft                                         | Karl Schiller (bis 3. November 1965)    |        | SPD    |
| Karl König (ab 4. November 1965)                               |                                         | SPD    |        |
| Senator für Wissenschaft und Kunst                             | Adolf Arndt (bis 31. März 1964)         |        | SPD    |